# Armand Mesotten

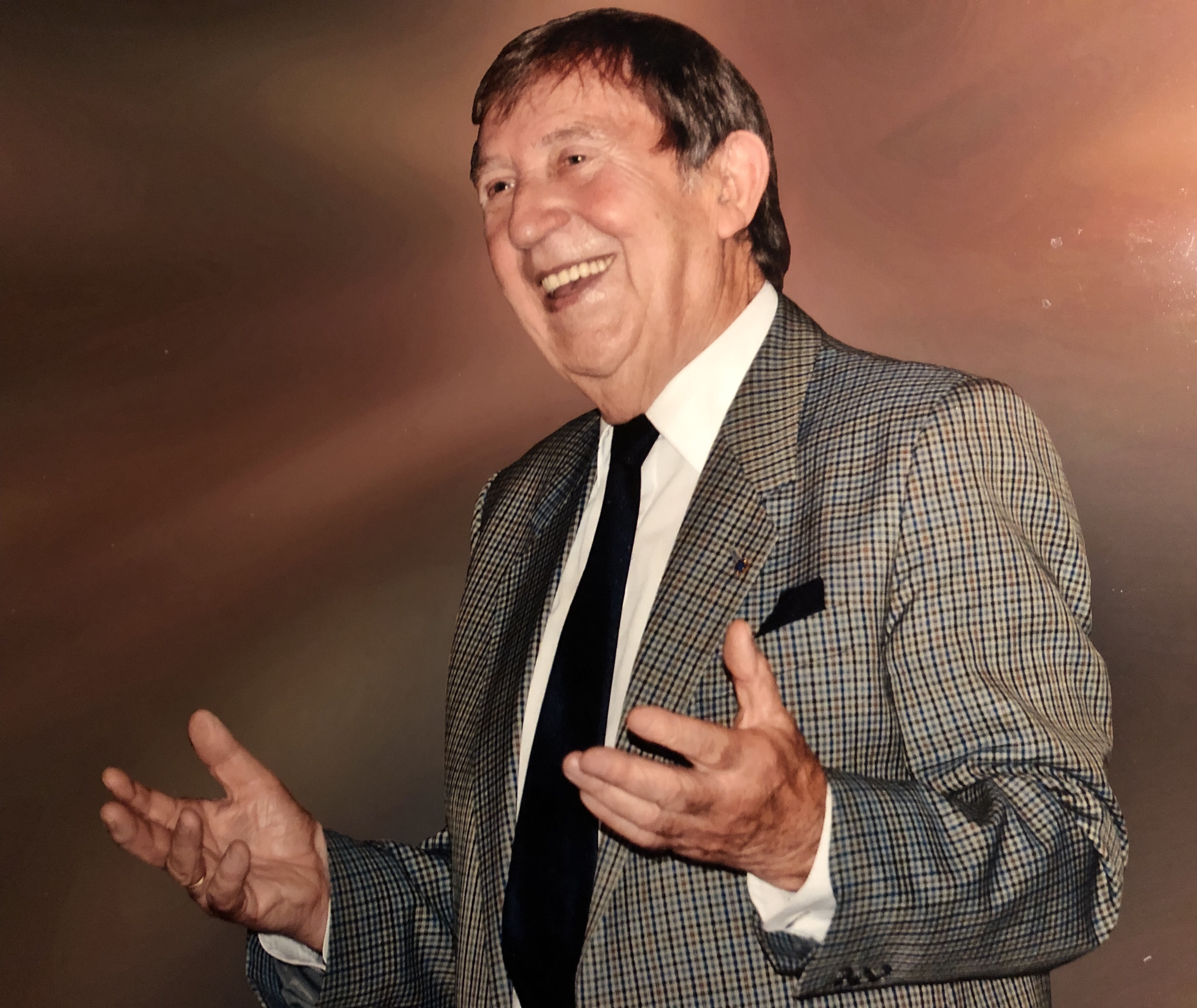

Armand Mesotten (Diepenbeek, 30 oktober 1930) leverde als volksverteller een belangrijke bijdrage aan het promoten en bewaren van de vroegere dorpscultuur en van het dialect, in het bijzonder wat betreft zijn geboortedorp Diepenbeek. Uit het onderstaande blijkt hoe hij ook in de bredere regio inspirerend was.

## Leven, werken, onderscheidingen
1978
Armand Mesotten is medeoprichter van de Heemkundige Kring van Diepenbeek en van het driemaandelijks tijdschrift ‘Het Alvermenneke’.
Als journalist voor het tijdschrift trekt Armand er regelmatig op uit, vooral om de oudere inwoners van Diepenbeek te interviewen. Deze gesprekken zijn de basis voor zijn artikels, maar leveren ook materiaal op voor de vele verhalen die stilaan vorm krijgen. Gedurende zowat 35 jaar zal Armand in cafés en zalen verhalen brengen in het sappige Diepenbeeks over zijn dorp, voornamelijk uit de periode 1900-1940.
1999 
Armand is medeoprichter van de Belgische afdeling van ‘Vereniging Veldeke’ vernoemd naar Hendrik van Veldeke de middeleeuwse dichter van wie de vroegste overlevering in het Limburgs bekend is. ‘Veldeke Bel(s) Limburg’ ijvert voor het behoud van de dialecten als cultuurtaal en werd gesubsidieerd door de provincie Limburg.
2000
Armand is medeauteur en projectleider van het Diepenbeeks Dialectwoordenboek ‘Eigenwoordig en Eigenzinnig’.
2000 - 2014
Sinds de publicatie van het dialectwoordenboek wordt Armand almaar meer gevraagd als spreker. Hij luistert menig feest of bijeenkomst op met zijn grappige volksverhalen. Maar ook bij een afscheid weet hij de juiste woorden te vinden. Duizenden mensen zullen de vertelavonden bijwonen en velen komen meermaals luisteren naar Armands vertelkunst. Zo doet Armand van 2005 tot 2009 een reeks van 56 uitverkochte vertelavonden in het (uiteraard bruin) café Ganzenbroek in Diepenbeek.
In februari 2014 staat Armand als enige Limburger geprogrammeerd op het Internationaal Vertelfestival op het kasteel van Alden Biezen in Bilzen.
In december 2014 neemt Armand op het bal van de burgemeester afscheid van zijn publiek.
2008
Armand Mesotten wordt vanuit de gemeente Diepenbeek voorgedragen voor de prijs ‘Gulden Spoor 2008’ van de Provincie Limburg. Deze prijs wordt sinds 1994 jaarlijks toegekend aan een Limburger die op breed maatschappelijk of cultureel vlak een bijzondere bijdrage heeft geleverd aan de eigen taal of cultuur in Vlaanderen, of om zijn/haar verdienste als Vlaming in Europa.
2010
Naar aanleiding van de 700ste aflevering van Etalage op radio Diepenbeek ontvangt Armand de award ‘Diepenbekenaar van het Jaar’.
2012
Lancering van de DVD ‘Mijn Dorp’: twee uur vol anekdotes en grappige verhalen over markante dorpsfiguren zoals Fump 
2015
Februari 2015: Armand wordt ‘Ereburger van Diepenbeek’ voor zijn inzet als ‘ambassadeur van Diepenbeek’.
December 2015: voorstelling van het boek ‘Dag dorp, Dag vroeger’. De verhalen zijn ontroerende herinneringen vol nostalgie naar een vervlogen tijd. Ze geven een beeld van ‘hoe de toenmalige generaties in Diepenbeek leefden en probeerden gelukkig te zijn’. En natuurlijk zijn de verhalen gesausd in de allerbeste humor van Armand.
2018

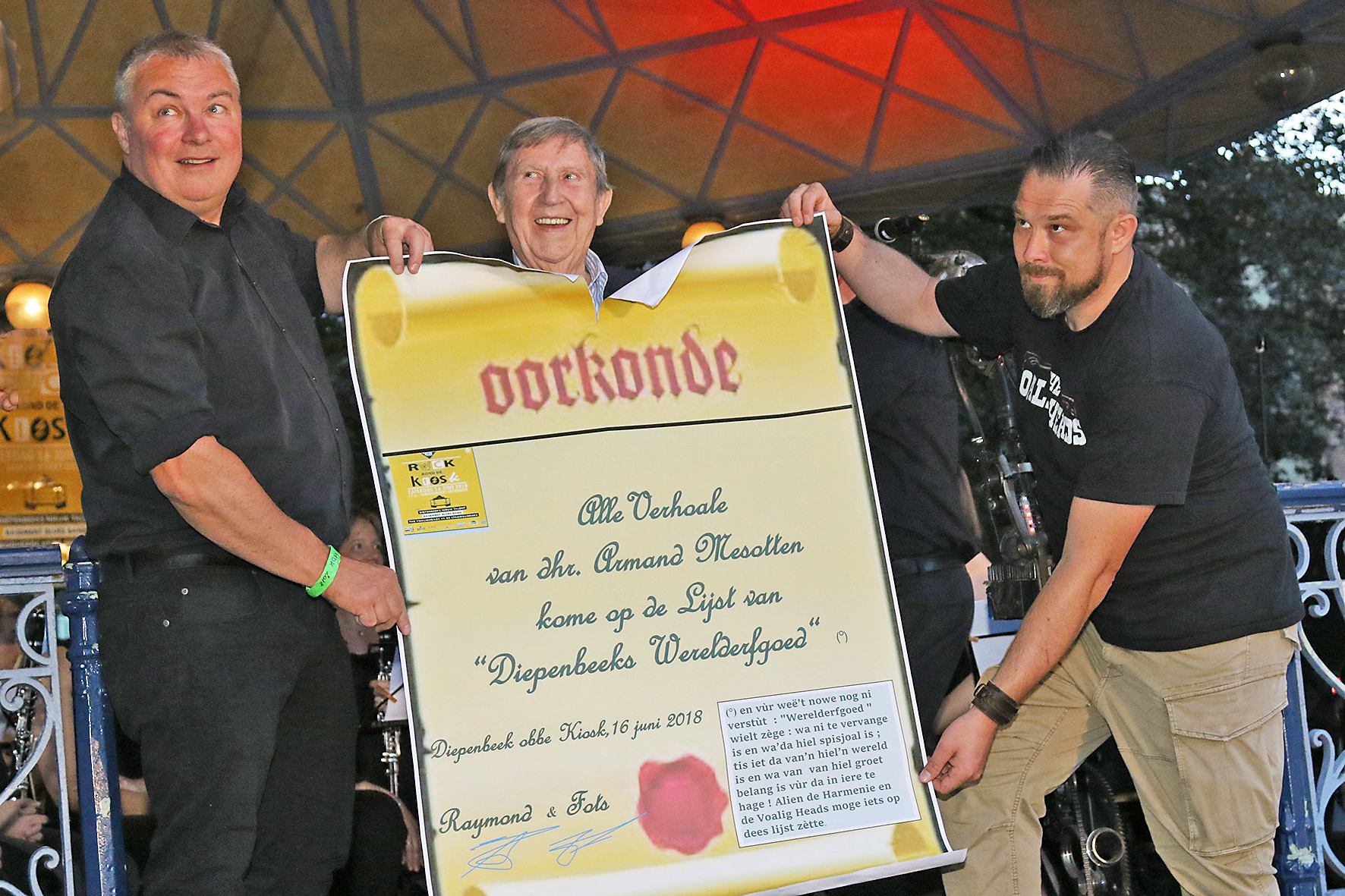

De werken van Armand Mesotten krijgen de ‘oorkonde van Diepenbeeks Werelderfgoed’ ter gelegenheid van Rock rond de Kiosk.
2020
Op 90-jarige leeftijd verhuist Armand samen met zijn vrouw Ghislaine van het Diepenbeeks gehucht Het Crijt terug naar de dorpskern waar hij geboren werd. Ze betrekken er samen een appartement vlak naast hun geliefde kerktoren. Tot op hoge leeftijd blijft Armand betrokken bij het reilen en zeilen van zijn dorp.

## Het Diepenbeeks dialect en het Algemeen Beschaafd Diepenbeeks
Armand vond dat het dialect een belangrijk sociaal bindmiddel is voor de plaatselijke leefgemeenschap. ‘Als een Diepenbekenaar in New York iemand achter zich hoort spreken over een  ‘maolslat’ (=zakdoek), dan voelt hij zich onmiddellijk verbonden met die persoon’. Een taal verbindt een leefgemeenschap. Zo speelde Armand in zijn verhalen ook graag in op de zogenaamde animositeit tussen het Diepenbeekse boerendorp en de stedelijke leefgemeenschap van de naburige Hasselaren (‘de vinstermikken’).
Armand Mesotten typeerde zelf het Diepenbeeks dialect als ‘kort aangebonden’. Wellicht heeft dit mede zijn oorsprong in de vroegere agrarische leefgemeenschap. De Diepenbeekse dorpeling gebruikte in zijn dialect niet zo veel woorden, maar des te meer bediende hij zich van sterke beelden en uitdrukkingen om zijn boodschap kracht bij te zetten. Dit noemt men het ‘aonjoagen’ of overdrijven. De goede verstaander weet dat dit geen leugen is. Dit leverde een zeer bijzondere en unieke vorm van humor op.
Het is niet evident dat een volksverteller zijn verhalen brengt buiten zijn gemeente, buiten zijn dialectgebied. Om zich ook voor ‘dialect-onkundige’ personen verstaanbaar te maken bracht hij zijn verhalen dan in een meer ‘beschaafd Diepenbeeks dialect’. Op die manier trad hij op in de meeste andere Limburgse gemeenten, zelfs die van Nederlands-Limburg, alsook in 2003 op de Gentse Feesten. Er verschenen tientallen artikels over hem, niet enkel in de lokale media en het  Belang van Limburg, maar ook in het  Nieuwsblad, De Standaard en zelfs Kerk en Leven. Ook op de nationale zenders was Armand te gast: Radio 2 (De toogfilosoof), TV1 (Afrit 9) en VTM (HT&D).

## Vertelstijl, warmte en trouw
Wie zich snel een idee wil vormen over de vertelstijl kan dat aan de hand van enkele korte live-opnames.. Men kan volgende typische kenmerken vaststellen.
- Van een onbeduidend gegeven wordt een fantastisch en levensecht verhaal gemaakt. Hiervoor is uiteraard een gevatte woordkeuze en een sterke expressie nodig.
- Nostalgie. De koestering van de herinneringen uit het verleden is ook typisch voor Armand;  zoals hij zelf zei: ‘Ik merk ook steeds meer dat humor de achterkant van de heimwee is.’[18]
- Warmte: Armand Mesotten wil in zijn humor geen pijn doen. Hij komt in zijn verhalen naar voor als een warm persoon met een authentieke genegenheid voor zijn medemens.

Gezien het bovenstaande profiel is het niet zo verwonderlijk dat kenners van het oeuvre van Armand Mesotten spreken over de 'Diepenbeekse Toon Hermans'.
Ook in de gewone omgang was Armand een mensenvriend. Getuige hiervan enkele opmerkelijke initiatieven die hij nam om vriendschap en verbondenheid te bevorderen:
- In 1976 richtte Armand de vereniging van ‘de Dörpsdüren’ op. De leden zijn generatiegenoten van Armand. Het betrof 95 personen geboren tussen 1926 en 1935 en wonend in een afgebakende straal rond de kerktoren van Diepenbeek. De ‘dörpsdüren’ komen jaarlijks samen en dit tot op heden. Zij gedenken telkens ook de overleden leden.[24]

- In 1999 was Armand medestichter van de ‘Compaenen des Gemeenen Levens’. Met een tiental gelijkgestemde zielen kwam hij gedurende bijna twintig jaar elke dinsdagnamiddag samen in een van de bruine kroegen van Hasselt. Samen vierden zij in de herfst van hun leven hun vriendschap op uitbundige en Bourgondische wijze.[25]

- Op  hoge leeftijd blijft Armand zich in zijn dorp inzetten voor een leefbare, groene en sociale leefgemeenschap.[26]

Notoire schrijvers, conferenciers en kleinkunstenaars wisten het talent van Armand te waarderen: Louis Verbeeck, Miel Cools, Jos Ghysen, Gaston Durnez… Zij vertoefden graag in het gezelschap van Armand en waardeerden hem om zijn meesterlijke vertelkunst.
De vraag kan gesteld worden hoe de carrière en bekendheid van Armand zou geëvolueerd zijn als hij in het Standaardnederlands was gaan vertellen. Maar hij bleef trouw aan de dialecttaal van zijn geboortedorp.

## Archivering
Armand besefte dat nieuwe en jonge Diepenbekenaren het dorpsdialect minder en minder spreken of zelfs niet meer verstaan. Maar hij heeft ertoe bijgedragen dat het dialect en de ermee verbonden historische anekdotes en straffe verhalen niet verloren gaan. Samen met zijn collega’s van de Heemkundige Kring heeft hij ervoor gezorgd dat een en ander goed gearchiveerd is en toegankelijk voor het publiek is. Belangrijkste realisaties zijn daarbij het boek ‘Dag dorp, dag vroeger’, de DVD ‘Mijn dorp’ en zijn bijdrage aan het dialectwoordenboek.